# Лиогрис, Евангелос
Евангелос Лиогрис (греч. Ευάγγελος Λιόγρης;  род. 27 июня 1974, Афины) — греческий спортивный стрелок. 

## Карьера
Он был выбран в качестве одного из одиннадцати стрелков, представлявших Грецию на летних Олимпийских играх 2004 года в Афинах, и в том же году вошёл в пятерку лучших по стрельбе из винтовки на одном из соревнований в рамках серии Кубка мира ISSF.   Лиогрис тренируется под руководством   тренера сербского происхождения и олимпийского чемпиона 1988 года Горана Максимовича.